# No Frills Video
No Frills Video è una raccolta di videoclip degli Skid Row pubblicata in VHS nel 1993 dalla Atlantic Records.
Il video è stato in seguito ripubblicato anche in formato DVD.

## Tracce
1. Monkey Business
2. Wasted Time
3. Slave to the Grind
4. Quicksand Jesus
5. Little Wing (Jimi Hendrix Cover)
6. Psycho Therapy (Ramones Cover)
7. In a Darkened Room

## Formazione
- Sebastian Bach - voce
- Rachel Bolan - basso
- Scotti Hill - chitarra
- Dave "Snake" Sabo - chitarra
- Rob Affuso - batteria